# Kyōko Nagatsuka
Kyōko Nagatsuka (jap. 長塚 京子, Nagatsuka Kyōko; * 22. Februar 1974 in Chiba, Präfektur Chiba) ist eine ehemalige japanische Tennisspielerin.

## Karriere
Kyōko Nagatsuka gewann in ihrer Profikarriere zwischen 1989 und 2001 zwei Doppeltitel auf der WTA Tour. Auf ITF-Ebene kam ein weiterer Titelgewinn hinzu.
Sie erreichte im Jahr 1995 mit Rang 28 im Einzel und Rang 31 im Doppel ihre besten Platzierungen in der Tennis-Weltrangliste. Ihre beiden WTA-Turniersiege im Doppel gelangen ihr jeweils beim Turnier in Hobart, 1995 mit Ai Sugiyama und 1996 an der Seite von Yayuk Basuki.
Auch bei den Olympischen Spielen 1996 in Atlanta trat sie zusammen mit Ai Sugiyama im Doppel an, sie scheiterten aber bereits in Runde eins. Eine weitere häufige Doppelpartnerin von Nagatsuka war Yone Kamio. 
Von 1995 bis 1997 spielte Nagatsuka sechs Mal (zwei Siege) für die japanische Fed-Cup-Mannschaft.

## Turniersiege

### Doppel
| Nr. | Datum           | Turnier | Kategorie   | Belag     | Partnerin    | Finalgegnerinnen               | Ergebnis      |
| --- | --------------- | ------- | ----------- | --------- | ------------ | ------------------------------ | ------------- |
| 1.  | 14. Januar 1995 | Hobart  | WTA Tier IV | Hartplatz | Ai Sugiyama  | Larisa Neiland Manon Bollegraf | 2:6, 6:4, 6:2 |
| 2.  | 13. Januar 1996 | Hobart  | WTA Tier IV | Hartplatz | Yayuk Basuki | Kerry-Anne Guse Park Sung-hee  | 7:67, 6:3     |